# Lenka (album)
Lenka je debutové studiové album australské zpěvačky českého jména Lenka. Vyšlo 23. září 2008 pod Epic Records a stalo se zpěvaččiným prvním sólovým albem po působení ve skupině Decoder Ring. První singl "The Show" vyšel 15. června 2009  a stal se součástí mnoha reklam a soundtracků .

## Seznam skladeb
1. "The Show" (Lenka, Jason Reeves) – 3:56
2. "Bring Me Down" (Stuart Brawley, Lenka) – 3:29
3. "Skipalong" (Michael Kevin Farrell, Lenka) – 3:53
4. "Don't Let Me Fall" (Lenka, Thomas Salter) – 2:51
5. "Anything I'm Not" (Lenka) – 3:18
6. "Knock Knock" (Kevin Griffin, Lenka) – 3:41
7. "Dangerous and Sweet" (Dan Burns, Lenka, Billy Mohler) – 3:32
8. "Trouble Is a Friend" (Lenka, Salter) – 3:36
9. "Live Like You're Dying" (Lenka) – 3:49
10. "Like a Song" (Lenka) – 3:20
11. "We Will Not Grow Old" (Burns, Lenka, Mohler) – 3:18
12. "Force of Nature" (Lenka, Wally Gagel, Xandy Barry) (iTunes bonus track) – 3:33

## Hitparády
| Hitparáda (2008)         | Pozice |
| ------------------------ | ------ |
| Austrian Albums Chart    | 30     |
| German Albums Chart      | 35     |
| Polish Albums Chart      | 4      |
| Swiss Albums Chart       | 48     |
| UK Albums Chart          | 58     |
| US Billboard 200         | 142    |
| US Billboard Heatseekers | 3      |